# Compluvium

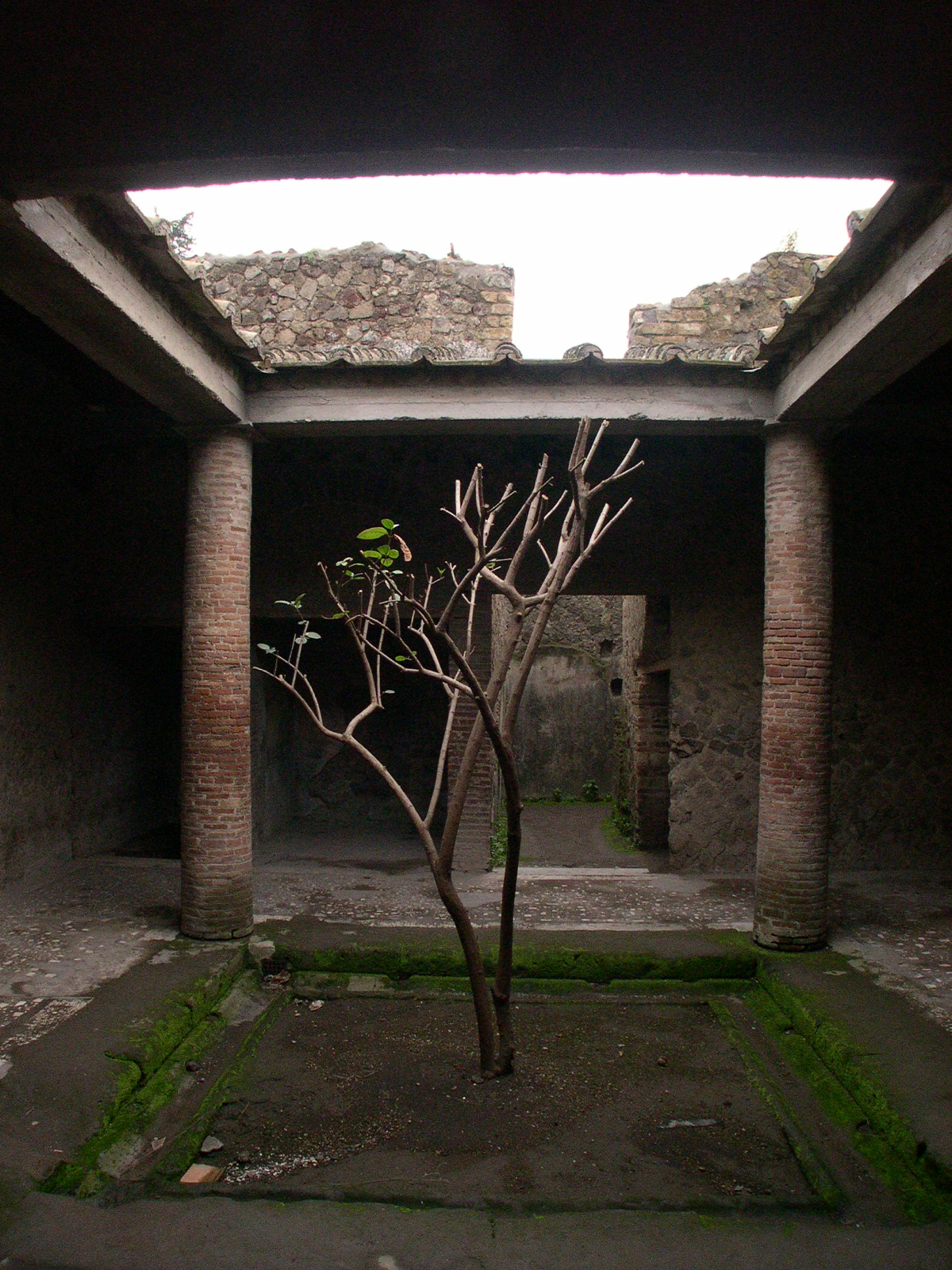
Compluvium i Villa dei Misteri i Pompeji.

Ett compluvium (latin ’taköppning’) är en taköppning med en rektangulär form i ett romerskt atrium. Genom compluviet försågs atriet och resten av bostaden med ljus, luft och regnvatten. Det sistnämnda samlades upp i en särskild bassäng, impluvium.